# Sân bay quốc tế Dzaoudzi Pamandzi
Sân bay quốc tế Dzaoudzi Pamandzi (IATA: DZA, ICAO: FMCZ) là một sân bay ở Dzaoudzi, Mayotte. Sân bay này có một đường băng dài 1929 m bề mặt nhựa đường.

## Các hãng hàng không và các tuyến điểm
- African Express Airways
- Air Austral (Majunga, Moroni, Nossi Be, Paris-Charles de Gaulle, St. Denis de la Reunion)
- Air Madagascar (Antsiranana, Majunga)
- Comores Aviation (Anjouan, Moroni)
- Corsairfly (Paris-Orly) Seasonal
- Kenya Airways (Nairobi)